# Erica Jarder
Erica May-Lynn Jarder (née le 2 avril 1986 à Täby) est une athlète suédoise, spécialiste du saut en longueur.

## Biographie
Elle remporte la médaille de bronze du saut en longueur lors des Championnats d'Europe en salle 2013, à Göteborg. Elle améliore son record personnel dès le concours des qualifications avec 6,61 m, avant d'établir la marque de 6,71 m en finale. Elle est devancée par la Russe Darya Klishina et la Française Éloyse Lesueur.
Elle reprend la compétition en janvier 2018 avec 6,05 m.

### Vie privée
Enceinte en août 2016, Erica Jarder attend une petite fille pour le mois de mai 2017.

## Palmarès
| Date | Compétition                       | Lieu        | Résultat | Marque |
| ---- | --------------------------------- | ----------- | -------- | ------ |
| 2013 | Championnats d'Europe en salle    | Göteborg    | 3e       | 6,71 m |
| 2013 | Championnats d'Europe par équipes | Dublin      | 2e       | 6,22 m |
| 2013 | Championnats du monde             | Moscou      | 9e       | 6,47 m |
| 2014 | Championnats du monde en salle    | Sopot       | 8e       | 6,36 m |
| 2014 | Championnats d'Europe par équipes | Brunswick   | 3e       | 6,85 m |
| 2014 | Championnats d'Europe             | Zurich      | 8e       | 6,39 m |
| 2015 | Championnats d'Europe par équipes | Tcheboksary | 4e       | 6,53 m |
| 2015 | Championnats du monde             | Pékin       | 11e      | 6,48 m |

## Records
| Épreuve          | Épreuve   | Performance | Lieu     | Date         |
| ---------------- | --------- | ----------- | -------- | ------------ |
| Saut en longueur | Plein air | 6,70 m      | Pékin    | 27 août 2015 |
| Saut en longueur | Salle     | 6,71 m      | Göteborg | 2 mars 2013  |